# USA:s tionde flotta
USA:s tionde flottan är en av USA:s numrerade flottor. Den skapades först som en ubåtsjakts-koordinerande organisation under Slaget om Atlanten under andra världskriget i maj 1943, och var verksam fram t.om. juni 1945. Den reaktiverades som en styrka för Flottans Cyberkommando den 29 januari 2010. Flottans cyberkommando övar operativ kontroll över tilldelade sjöstyrkor för att samordna med andra marin-, koalitions- och gemensamma styrkor för att genomföra hela spektret av cyber-, elektronisk krigföring, informationsinsamling och signalspaning. Flottan är aktiv.

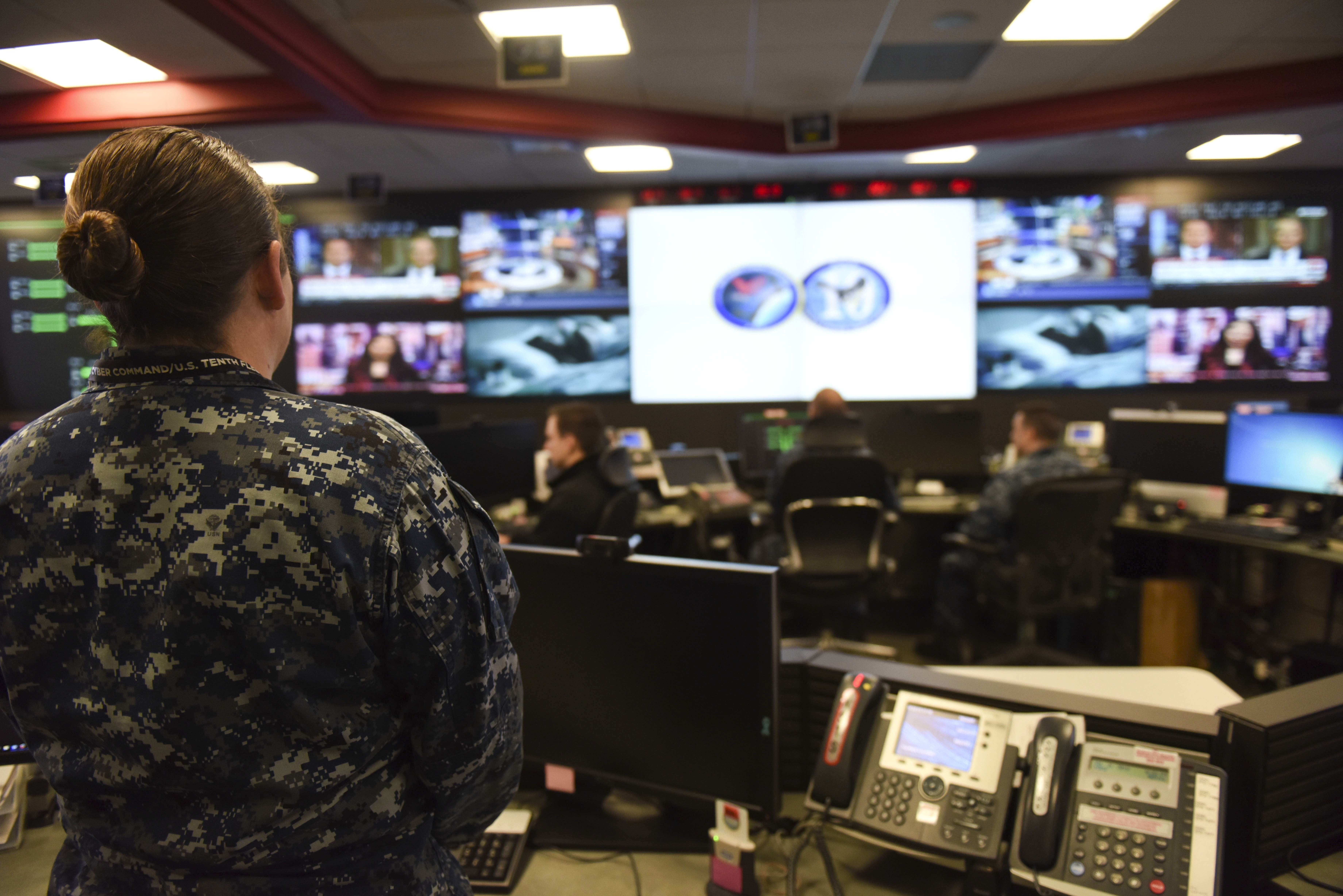
Amerikansk marinpersonal står vakt på 10:e Flottan / Flottans Cyberkommando

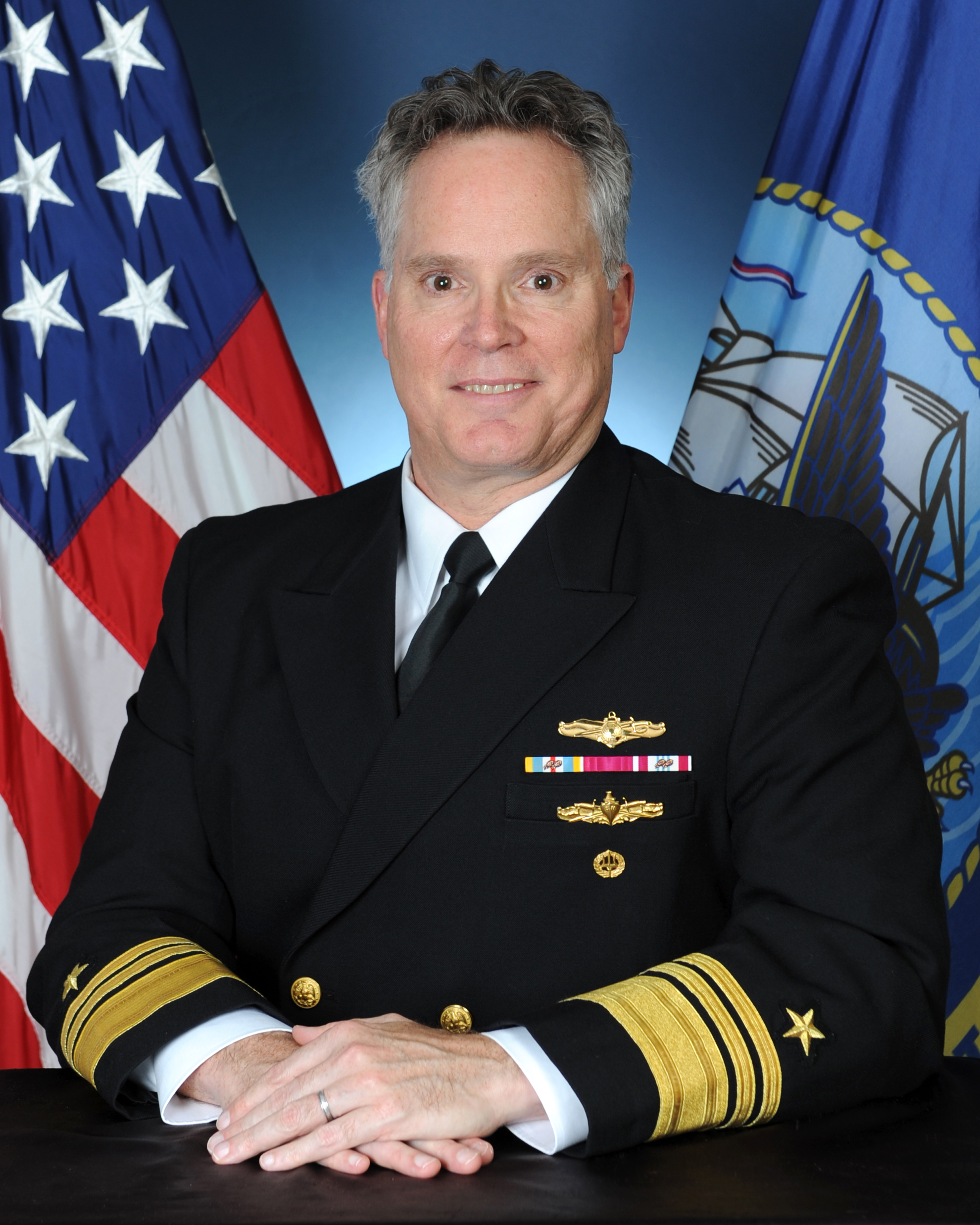
Vice adm. TJ White, Befälhavare, Flottans cyberkommando och USA:s tionde flotta